# We’re an American Band
"We’re an American Band" to piosenka hardrockowa stworzona na siódmy album studyjny amerykańskiego zespołu Grand Funk Railroad o tym samym tytule. Wyprodukowany przez Todda Rundgrena, utwór wydany został jako pierwszy singel promujący krążek dnia 2 lipca 1973 roku. Był to pierwszy przebój grupy, który uplasował się na pozycji #1 listy Billboard Hot 100. Piosenka znajduje się w zestawieniu stu najlepszych kompozycji hardrockowych według stacji telewizyjnej VH1, na miejscu dziewięćdziesiątym dziewiątym.

## Lista utworów singla
1. "We’re an American Band" − 3:24
2. "Creepin'" − 6:26

## Pozycje na listach przebojów
| Kraj              | Notowanie (1973)  | Wydawca   | Najwyższa pozycja |
| ----------------- | ----------------- | --------- | ----------------- |
| Kanada            | Top 100 Singles   | RPM       | 4                 |
| Stany Zjednoczone | Billboard Hot 100 | Billboard | 1                 |

## Wersja Roba Zombie
W połowie 2012 roku amerykański muzyk heavymetalowy Rob Zombie nagrał cover piosenki. Jego wersja szlagieru, wyprodukowana przez Boba Marlette'a, posłużyła za drugi singel promujący piąty album studyjny Zombie Venomous Rat Regeneration Vendor (2013). Singel wydano w lipcu 2013.

### Pozycje na listach przebojów
| Kraj              | Notowanie (2013)       | Wydawca   | Najwyższa pozycja |
| ----------------- | ---------------------- | --------- | ----------------- |
| Stany Zjednoczone | Mainstream Rock Tracks | Billboard | 8                 |